# ليث بن البختري
ليث بن البختري أبو بصير المرادي صحب محمد بن علي الباقر وابنه جعفر الصادق من أئمة الشيعة الإمامية، واشتهر بكونه أحد أكبر رواة الشيعة الإمامية وهو أحد أفراد أصحاب الإجماع.

## مكانته عند الشيعة
- قال الكشّي: «أجمعت العصابة على تصديق هؤلاء الأوّلين من أصحاب أبي جعفر وأصحاب أبي عبد الله (عليهما السلام)، وانقادوا لهم بالفقه، فقالوا: أفقه الأوّلين ستّة: زرارة، ومعروف بن خرّبوذ، وبُريد، وأبو بصير الأسدي، والفضيل بن يسار، ومحمّد بن مسلم الطائفي، قالوا: وأفقه الستّة زرارة، وقال بعضهم مكان أبي بصير الأسدي أبو بصير المرادي، وهو ليث بن البختري»[1]
- قال المجلسي: «وهو المشهور بالثقة»[2]

## أحاديث في حقه
- قال جعفر بن محمد الصادق : «بشّر المخبتين بالجنّة: بُريد بن معاوية العجلي، وأبو بصير ليث بن البختري المرادي، ومحمّد بن مسلم، وزرارة بن أعين، أربعة نجباء، أُمناء الله على حلاله وحرامه، ولولا هؤلاء لانقطعت آثار النبوّة واندرست»[3]
- قال موسى بن جعفر الكاظم : «إذا كان يوم القيامة نادى منادٍ: أين حواري محمّد بن عبد الله رسول الله(صلى الله عليه وآله)، الذين لم ينقضوا العهد ومضوا عليه؟ فيقوم سلمان والمقداد وأبو ذر... . ثمّ ينادي المنادي: أين حواري محمّد بن علي وحواري جعفر بن محمّد؟ فيقوم...وأبو بصير ليث بن البختري المرادي... فهؤلاء المتحوّرة أوّل السابقين، وأوّل المقرّبين، وأوّل المتحوّرين من التابعين»[4]